# ریپیدولیت
ریپیدولیت  (به انگلیسی: Ripidolite) با فرمول شیمیایی (MgFe 2+Al)6 [(OH)8 - (AlSi)4 O10] از مجموعه کانی هاست و بلورها به صورت فلسی و قابل انعطاف ولی غیرقابل ارتجاع است-با آب مقطر تمیز می‌شود-کانی مشابه آن کلریت است که با اشعه X وواکنش‌های شیمیائی از آن قابل تشخیص می‌باشد. از کلمات یونانی rhipis به معنای بادبزن و lithos به مفهوم سنگ گرفته شده‌است. پیچیده و متغیر برای اولین بار در انگلستان کشف شد و از نظر شکل بلور: پهن و کوتاه، رنگ: خاکستری - سبز تیره تا قهوه‌ای - سبز، شفافیت: شفاف - نیمه شفاف، جلا: صدفی، رخ: عالی، سیستم تبلور: مونوکلینیک و در رده‌بندی سیلیکات است  و منشأ تشکیل آن دگرگونی - رگه‌های تیپ آلپی است.
همایند کانی‌شناسی (پارانژ) آن کلریت- تیتانیت- آلبیت- کوارتز و غیره است
، از نظر ژیزمان بلوری - تجمع توده‌ای - فلسی - دانه‌ای فراوان است و بیشتر در انگلستان، آمریکا، ماداگاسکار، زلاندنو یافت می‌شود.

## منبع
- پردیس کشاورزی ایران